# Hjalmar Kjerulf
Hjalmar Kjerulf (* 5. April 1821 in Christiania, Norwegen; † 25. April 1847 in Bonn, Rheinprovinz) war ein norwegischer Maler der Düsseldorfer Schule.

## Leben

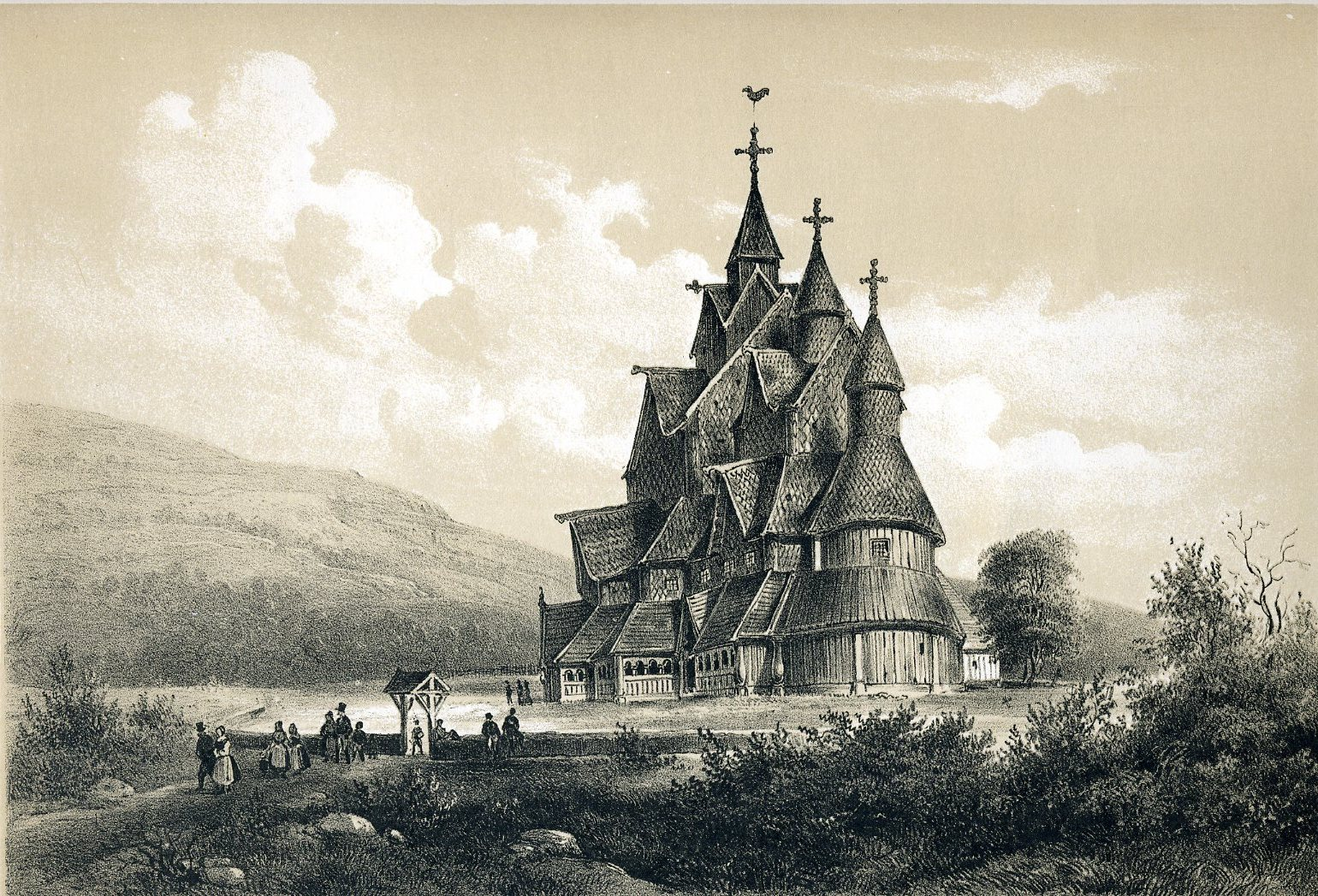
Lithografie der Stabkirche Heddal nach einer Zeichnung von Kjerulf

Kjerulf, Sohn des Reichsherolds und Expeditionssekretärs Peder Kjerolf (1781–1841) und dessen Ehefrau Elisabeth „Betzy“ Maria Lasson (1791–1873), hatte fünf Geschwister, eine Schwester und vier Brüder, darunter der Komponist Halfdan Kjerulf, der Geologe Theodor Kjerulf und Ida Kjerulf (1817–1840), die Verlobte des Lyrikers Johan Sebastian Welhaven.
Nach der Schule begann Kjerulf an der Militärakademie seiner Geburtsstadt eine militärische Ausbildung. 1843 legte er dort das Artillerie- und Ingenieurexamen ab. 1844 nahm er Abschied von seiner Einheit. Im Juni und Juli 1844 hielt er sich zu einer Kur in Schlesien auf. In Düsseldorf, wo er 1844 ein Malereistudium aufnahm und im Umfeld der Malerfreunde Bernt Lund (1812–1885), Frits Jensen und Hans Fredrik Gude verkehrte, blieb er mit Ausnahme von Studienreisen und weiteren Kuraufenthalten bis 1846. Mit Letzterem unternahm er im Sommer 1845 eine Studienreise nach Norwegen, auf der Ansichten von Sogndal und Hallingdal entstanden, außerdem eine Zeichnung der Stabkirche Heddal. Gesundheitliche Probleme führten zu weiteren Kuren in Ems und Honnef. Ab Dezember 1846 wohnte er in Bonn, wo ihn bis zu seinem Tod, der an den Folgen einer Tuberkulose eintrat, sein Freund Gude pflegte.
Im Theaterstück „Hokuspokus“, 1926 von Curt Goetz geschrieben und u. a. als Hokuspokus (1953) verfilmt, ist „Hilmar Kjerulf“ der Künstlername eines Malers der verschwindet.
Die Geschichte Kjerulfs verarbeitete die norwegische Schriftstellerin Marianne Storberg (* 1974) zu dem 2012 erschienenen Roman Brevet fra Betsy (Betsys Brief). Vor ihr schrieb der Lyriker Johan Sebastian Welhaven, der ehemalige Verlobte seiner Schwester, am 15. November 1844 das Gedicht Til Hjalmar Kjerulf (An Hjalmar Kjerulf). 1845 wurde es in seinem Band Nyere Digte (Neuere Gedichte) veröffentlicht.